# Gulbent gullhårssnäppfluga
Gulbent gullhårssnäppfluga (Chrysopilus asiliformis) är en tvåvingeart som först beskrevs av Preyssler 1791.  Gulbent gullhårssnäppfluga ingår i släktet Chrysopilus, och familjen snäppflugor. Enligt den svenska rödlistan är arten nationellt utdöd i Sverige. Arten har tidigare förekommit i Götaland men är numera lokalt utdöd. Artens livsmiljö är skogslandskap, jordbrukslandskap.

## Bildgalleri

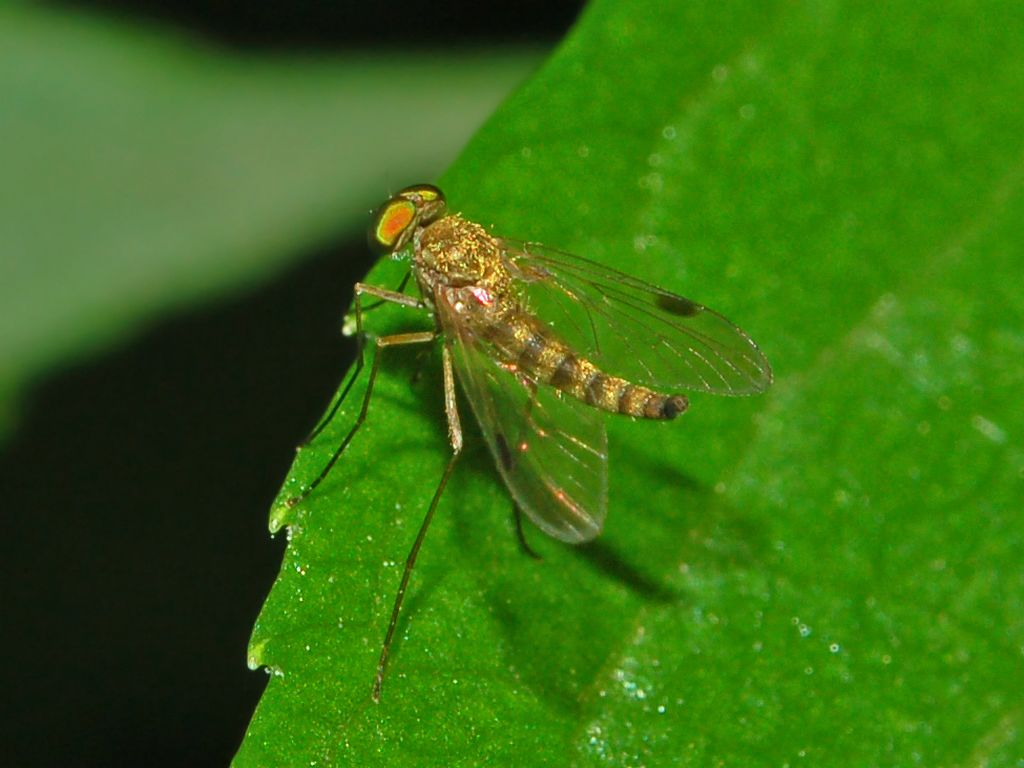